# Räng (kommundel)
Räng är en kommundel i Vellinge kommun som omfattar tätorterna Höllviken, Ljunghusen och Rängs Sand. Kommundelen hade 14 349 invånare år 2009, att jämföra med 5 913 år 1973, och har därmed den största folkmängden av Vellinges fyra kommundelar. Majoriteten av invånarna bor i Höllviken. Kommundelen gränsar till Skanör med Falsterbo kommundel, Vellinge kommundel och Trelleborgs kommun.